# 247341 Shaulladany
247341 Shaulladany è un asteroide troiano di Giove del campo troiano. Scoperto nel 2001, presenta un'orbita caratterizzata da un semiasse maggiore pari a 5,2148058 au e da un'eccentricità di 0,0674080, inclinata di 25,78848° rispetto all'eclittica.